# 増地庸治郎
増地 庸治郎（ますち ようじろう、1896年1月5日 - 1945年3月10日）は、日本の経営学者。東京商科大学教授兼東京帝国大学教授を務めたが、東京大空襲で死去した。

## 経歴
出生から修学期
1896年、京都府で生まれた。東京高等商業学校（現・一橋大学）で学び、上田貞次郎に師事した。1919年に専攻部商工経営科を卒業。
経営学研究者として
卒業後は住友総本店へ入社するも、1921年に退社して母校へ戻り助手となった。1923から1925年までベルリン高等商業学校（現・フンボルト大学ベルリン経済学部）に留学を命じられた。当時はちょうど東京高商の大学昇格に合わせて拡充がなされていた時期であり、多くの教員が留学に出ていた。在外研究中の研究者には東京高等商業学校同僚の本間喜一、渡邉大輔、大塚金之助、金子鷹之助、井藤半彌、吉田良三や、神戸高等商業学校から留学していた八木助市、坂本彌三郎、石田文次郎、田中金司、五百籏頭眞治郎、北村五良、平井泰太郎、名古屋高等商業学校の宮田喜代蔵、赤松要らがいた。渡欧中の同僚らとは日本料理店や日本人クラブで研究会を開いたり、将棋を指したりするなどして交流を深めた。
帰国後は東京商科大学助教授となり、1936年に教授へ昇任。1937年、学位論文『株式会社の本質に関する経営・経済的研究』を東京商科大学に提出して商学博士の学位を取得。1939年から1944年まで、東京帝国大学経済学部教授を兼任した。1943年から東京商科大学附属商業教員養成所主事、東京商科大学附属商学専門部主事を務めた。
1945年、東京大空襲で防空班長として防火活動にあたったが、娘とともに罹災死した。49歳没。遺体のポケットから発見された遺稿は教え子たちによって整理され、1946年に『工業経営論』として出版された。墓所は多磨霊園にある。

## 研究内容・業績
留学中はドイツの経営経済学者ハインリッヒ・ニックリッシュに師事した。師の上田貞次郎により名付けられた「経営学」という語は用いず、ドイツ風に「経営経済学」と称し、上田が提唱した商工経営論をドイツ型の経営経済学へ発展させた。
門下生
指導を受けた門下生には下記がいる。
- 古川栄一（一橋大学名誉教授）
- 山城章（一橋大学名誉教授）
- 藻利重隆（一橋大学名誉教授）
- 占部都美（神戸大学名誉教授）
- 国弘員人（東北大学名誉教授）
- 鵜澤昌和（元青山学院大学学長）
- 桜井信行（元青山学院大学教授）

## 家族・親族
- 子：増地昭男も経営学者。古川栄一門下で、成蹊大学名誉教授[12]。

## 著作

### 単著
- 『経営経済学序論』同文館 1926
- 『経営要論』巌松堂 1929
- 『企業形態論』千倉書房 商学全集 1930
- 『商業経営』現代公民講座 雄風館書房 1931
- 『商業通論』商学全集 千倉書房 1932
- 『新商事要項教本教授資料』東京開成館 1933
- 『中学商業教科書教授資料』東京開成館 1933
- 『経営財務論』会計学全集 東洋出版社 1934
- 『要説商業簿記 教授資料』東京開成館 1934
- 『現代女子商業教本教授資料』東京開成館 1936
- 『要説商事要項教授資料』東京開成館 1936
- 『我が国株式会社に於ける株式分散と支配』同文館 1936
- 『株式会社 株式会社の本質に関する経営経済的研究』巌松堂 1937
- 『商学概論』雄風館 1938
- 『経営学講話』高陽書院 1939
- 『賃銀論』千倉書房 1939
- 『生産力拡充と経営合理化』日本評論社 1943
- 『工場資材管理』山海堂 工業経営論叢 1944
- 『工業経営論』千倉書房 1946

### 共編著
- 『経営経済学』共著 経済学全集 改造社 1929
- 『商工経営』大豊辰雄共著 帝国書院 1933
- 『経営経済綱要』亀井辰雄共著 帝国書院 1939
- 『小売商廉売問題』国弘員人共著 同文館(小売商問題研究叢書)　1939
- 『統制経済下に於ける経営学』編 巌松堂書店 1941
- 『決戦下の青年学校商業科経営』金井浩共著、全国青年学校教育協会 1942
- 『企業形態の研究』編 日本評論社 1944
- 『生産管理の理論』編 日本評論社 1945

### 訳書
- 『企業論』グスタフ・フォン・シュモラー著、下出書店 1921
- 『企業形態論』ロベルト・リーフマン（ドイツ語版）著、槙原覚共訳、同文館 1922

### 記念論文集
- 『増地庸治郎博士記念論文集』巌松堂書店 1948-1950